# Isidor García Sánchez
Isidor García Sánchez (Barcelona, 1958) és un professor universitari català, director de l'Agència Catalana del Consum des d'octubre de 2024.

## Trajectòria
Llicenciat en Dret per la Universitat de Barcelona (UB), la seva trajectòria laboral està lligada al món de l'advocacia, particularment en l’àmbit del consum, així com de l'administració pública i la docència.
Des del 1983 fins a l'actualitat, ha exercit d'advocat col·legiat per l'Il·lustre Col·legi d'Advocats de Barcelona, on ha format part de la Secció de Dret Civil i de Dret de Consum de la Comissió de Cultura. Així mateix, durant aquest període, ha prestat diversos serveis professionals, sent coordinador responsable de la Comissió Normativa del mateix Col·legi, assessor jurídic i secretari general de la Unió de Consumidors de Catalunya- UCE, o assessor normatiu del Consell de Col·legis de Procuradors de Tribunals de Catalunya, entre d'altres.
En l'àmbit del sector públic, del 2003 al 2007, ha estat cap del Gabinet de la conselleria de Justícia de la Generalitat de Catalunya, i posteriorment, fins al 2011, ha exercit com a director general de Recursos de l'Administració de Justícia del Departament. Des de 2019 fins a l'actualitat, ha estat membre de l'Observatori de Dret Privat de Catalunya de la Conselleria de Justícia.
Isidor García ha estat sempre lligat a la docència universitària, i des de l'any 1982 ha exercit de professor de les assignatures de Dret Civil i Dret de l'Empresa a la Facultat de Ciències Econòmiques i Empresarials de la Universitat de Barcelona (UB). Així mateix, també ha impartit Dret Civil a la Universitat Oberta de Catalunya (UOC), i ha estat professor a l'Institut Català de Consum de la Generalitat de Catalunya.
L'octubre de 2024 fou nomenat director de l'Agència Catalana de Consum.